# 第1軍管
第1軍管（だいいちぐんかん）は、1873年から1888年まであった日本陸軍の管区で、全国に7つあった軍管の一つである。東京鎮台が管轄した。関東地方一円と現在の山梨県、時期により新潟県、長野県をも範囲とした。

## 軍管以前の東京鎮台の管轄地

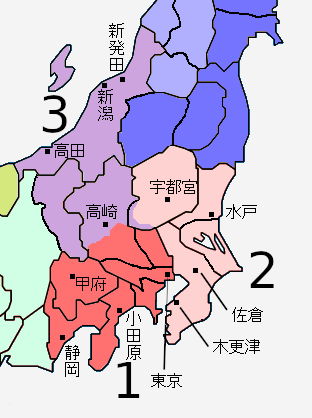
1875年の第1軍管。数字は師管の番号。

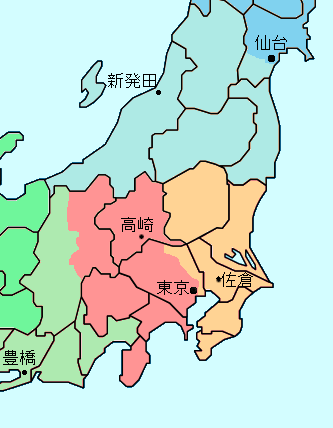
1885年から1888年の第1軍管。赤が第1師管、オレンジが第2師管。

陸軍の管轄地が法定されたのは、明治4年8月（1871年9月から10月）である。全国4つの鎮台に管地が割り当てられ、東京鎮台は関東地方と北陸を除く中部地方にまたがった。当時の府県は改廃の頻度が高く、境界は国（令制国）で示された。
- 東京鎮台
  - 鎮台の直管
  - 第1分営（新潟）の管　越後、羽前、越中、佐渡
  - 第2分営（上田）の管　信濃
  - 第3分営（名古屋）の管　尾張、伊勢、伊賀、志摩、遠江、三河、美濃、飛騨

## 第1軍管の設置
1873年7月19日、明治6年太政官布告第255号によって鎮台条例が改正され、鎮台が管轄する地域を軍管と呼ぶことになった。条例に管轄地域は記されていない。新たに名古屋鎮台が設けられたため、第1軍管は中部地方の西部をこれに譲った。第1軍管の北の隣は仙台鎮台の第2軍管、西の隣が名古屋鎮台の第3軍管であった。
- 第1軍管
  - 第1師管（東京師管）。1875年の管轄地は東京府、神奈川県、足柄県、静岡県、山梨県、埼玉県、熊谷県のうち武蔵国。
  - 第2師管（佐倉師管）。1875年の管轄地は千葉県、新治県、茨城県、栃木県のうち下野国。
  - 第3師管（新潟師管）。1875年の管轄地は新潟県、相川県、長野県、熊谷県のうち上野国、栃木県のうち上野国。

## 1885年の改正
1885年5月18日、明治18年太政官達第21号によって鎮台条例がふたたび全面改正され、軍管の区割りも変更になった。第1軍管は師管の数を2つに減らし、現在の新潟県を譲った。東京を含む西半分が第1師管、東半分が第2師管である。
- 第1軍管
  - 第1師管　武蔵国の大部分、相模、甲斐、伊豆、上野、信濃の9郡（東筑摩郡・西筑摩郡・上伊那郡・下伊那郡・南安曇郡・北安曇郡・諏訪郡の7郡を除いた東部）
  - 第2師管　武蔵国の東部（本所区・深川区・南葛飾郡・北葛飾郡・南埼玉郡・北埼玉郡）、相模国・甲斐国・伊豆国・上野国・信濃国

## 1888年に廃止
1888年5月14日、明治21年勅令第27号（5月12日制定、14日公布）に師団司令部条例が制定されて鎮台は廃止になり、かわりに師団が常設されることになった。あわせて陸軍管区表が制定され、それまでの軍管は師管と改称し、常設の師団の管轄地になった。第1軍管の管轄地は、第1師管に引き継がれた。範囲はほぼ同じで、変更点は、以前は半分だけが属した信濃国（長野県）の全域が第1師管になったことである。